# Mele
Mele (ligurisch Mê) ist eine italienische Gemeinde in der Metropolitanstadt Genua mit 2522 Einwohnern (Stand 31. Dezember 2023).

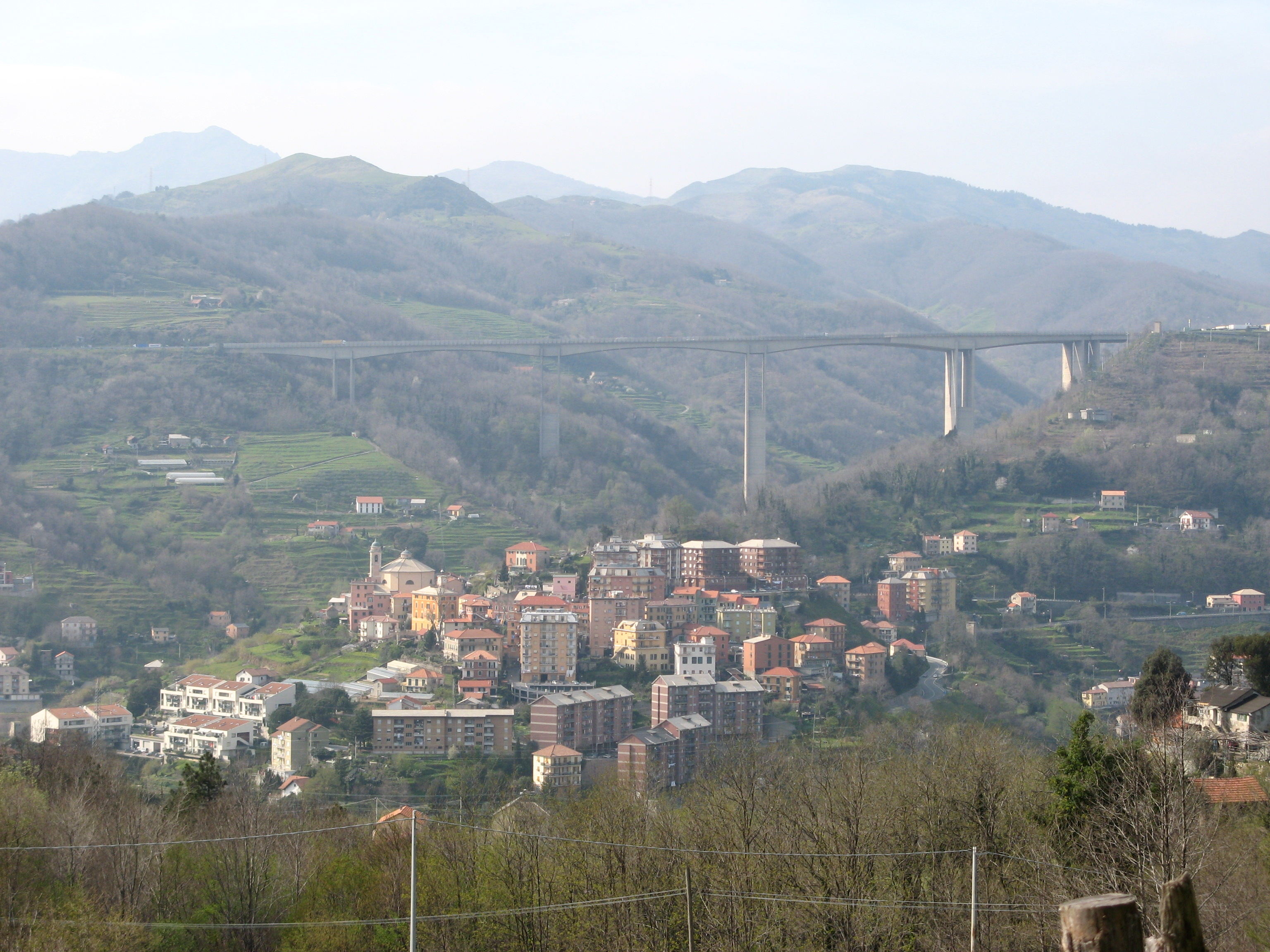
Panorama von Mele mit Talbrücke im Hintergrund

## Geographie
Die Gemeinde liegt an den Berghängen des Ligurischen Apennin im Tal Leira. Die Entfernung zu der ligurischen Hauptstadt Genua beträgt ungefähr 20 Kilometer.
Mele bildet zusammen mit den Kommunen Arenzano und Cogoleto die Berggemeinde Argentea.
Nach der italienischen Klassifizierung bezüglich seismischer Aktivität wurde Mele der Zone 4 zugeordnet. Das bedeutet, dass sich die Gemeinde in einer seismisch inerten Zone befindet.

## Persönlichkeiten
- Luigi Ferrando (1911–2002), Radrennfahrer
- Andrea Gaggero (1916–1988), römisch-katholischer Geistlicher, NS-Opfer